# Pachites bodkinii
Pachites bodkinii é uma espécie de orquídea terrestre pertencente à subtribo Satyriinae, endêmica do sul da África do Sul, onde é bastante rara. Geralmente habitam áreas de solo arenoso e bem drenado, em meio aos arbustos, e florescem abundantemente após incêndios ocasionais da primavera.
Crescem a partir de um tubérculo que origina caules com poucas folhas lineares. A inflorescência não se ramifica e comporta muitas flores não ressupinadas, com sépalas e pétalas estreitas e parecidas, conferindo aspecto actinomórfico às flores. O labelo é levemente trilobado. A coluna é bastante alongada e contém duas polínias com dois viscídios afastados. Nada se sabe sobre a polinização deste gênero. Não há informações sobre Pachites em cultivo..